# Asociația Slovacă de Fotbal
Asociația Slovacă de Fotbal (slovacă Slovenský futbalový zväz, SFZ) este forul principal de fotbal din Slovacia.